# Pala del Bony
La Pala del Bony és una pala del terme de la Torre de Cabdella, al Pallars Jussà, dins de l'antic terme de Mont-ros.
Està situada a llevant de la Serra del Clotet, al nord-est del Turó del Clotet, per sota de la Font de l'Escudella i per damunt de Penapurco. Hi baixa el barranc de la Pala Freda.
Deu el nom al fet que, cap al cantó sud-est les Roques del Bony marquen una prominència dins de la llisor general de les parets de la pala.